# Agzu
Agzu (ros. Агзу) - wieś (sieło) we wschodniej Rosji w Kraju Nadmorskim w rejonie tierniejskim. W 2010 liczyła 182 mieszkańców.

## Położenie
Wieś leży na lewym brzegu rzeki Samarga w górach fałdowych Sichote-Aliń. Agzu jest jedną z najbardziej odizolowanych wsi regionu. 

## Transport
Do osady można się dostać helikopterem lub drogą gruntową. W czasach ZSRR w planach było wybudowanie drogi łączącej Agzu ze wsią Pierietyczicha.

## Infrastruktura
W Agzu znajduje się szkoła, siedziba ratownictwa medycznego, stacja pogodowa i kilka sklepów. We wsi działał również lokalny zespół muzyczny "Кункай" założony przez miejscowych Udehejczyków.

## Ciekawostki
We wsi został nakręcony film "Gdzie płynie Samarga".